# Syerske
Erhvervet syerske er næsten helt uddødt i Danmark. Den danske tekstilindustri får stort set hele den manuelle del af arbejdet udført i Østeuropa eller Østasien. Derfor har man slået uddannelserne til skrædder og syerske sammen og kalder faget for beklædningshåndværker, men selv efter sammenlægningen er det svært at få uddannet folk til erhvervet, for det kniber meget med praktikpladser.
Alligevel ønsker man ikke uddannelsen helt nedlagt, for der er god brug for faglærte folk, der kan virke som supervisor, altså som én, der kontrollerer, at syerskerne i Polen eller Kina gør deres arbejde ordentligt.